# Culex corrigani
Culex corrigani é um espécie de mosquito do género Culex, pertencente à família Culicidae.